# フェノーメン
フェノーメン（独: Phänomen）は略称で、正式名称はフェノーメン・ヴェルケ・グスタフ・ヒラー株式会社（Phänomen Werke Gustav Hiller AG）。
かつてドイツに存在した、織物機械、およびオートバイ・自動車メーカーである。
企業としての正式名称は上記の通りだが、日本では略称の「フェノーメン」と呼ばれることが多いので、本稿ではフェノーメンとする。

## 歴史

### 1888年-1945年
創業者のカール・グスタフ・ヒラー（1863年3月30日-1913年9月18日）は、ストリングボール(ポンポン)を製造するための織物機械を開発し、1888年にザクセン州ツィッタウでそれを製造・販売する会社を設立した。
1889年から自転車の生産が始まり、1890年にイギリスに旅行で訪れたグスタフ・ヒラーは、ローバー自転車の独占輸入権を持ち帰った。ライセンス生産は1年後に始まり、彼はローバー自転車をさらに改良し、1894年から「Phänomen-Rover」のブランドで販売に成功した。同年、トリングボールの織物機械の特許を取得した。

#### オートバイとエンジンの開発

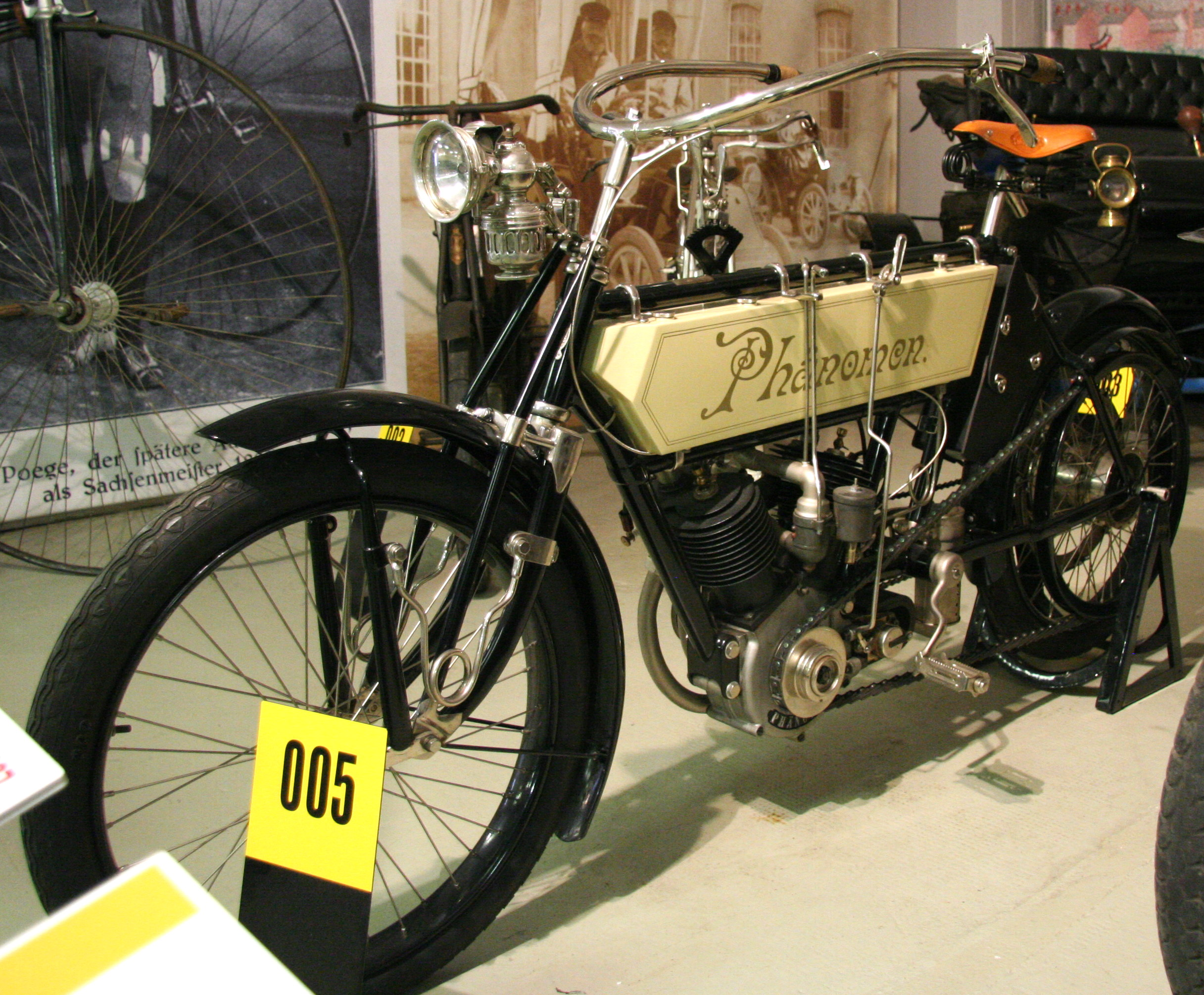
フェノーメン 5.5 hp, 722 cc（1907年製）

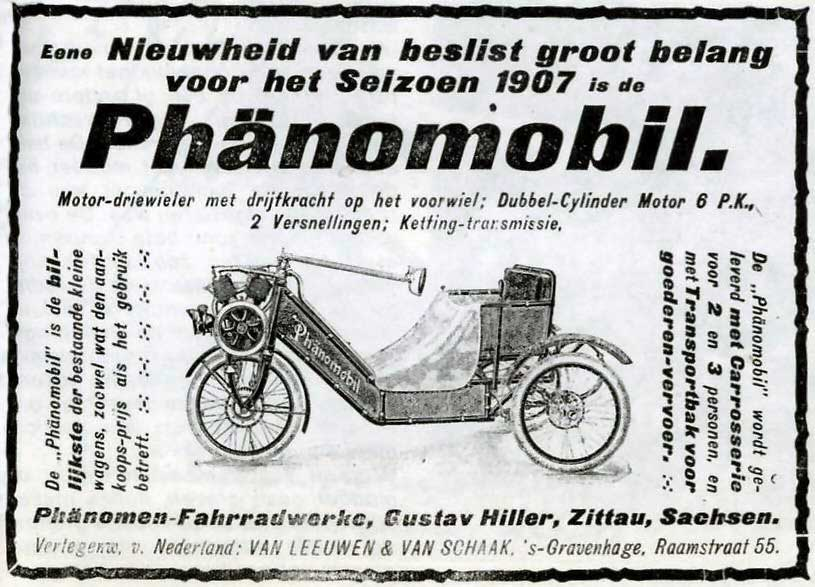
フェノモービルの広告

1900年にはオートバイの生産が始まった。このオートバイには当初、アーヘンにあるファフニール社のガソリンエンジンが搭載されていたが、1903年以降は独自に開発した空冷単気筒4ストロークガソリンエンジンが搭載された。エンジンの変更に伴い、フレームが強化され26インチホイールに2.25インチタイヤが採用された。さらなる開発と改良で、新しい空冷2気筒サイドバルブエンジンも開発した。
1901年、グスタフ・ヒラーは会社名をフェノーメン・ヴェルケ・グスタフ・ヒラー（Phänomen Werke Gustav Hiller）へ変更した。
1905年、安価な三輪車のフェノモービルの量産が始まった。オートバイ製造の過程で玉成された2気筒エンジンは、フェノモービルの基礎として機能した。この設計が同じザクセン州のエルラウにあるヒュッテル社で開発され、ベルリンのサイクロン機械工場で製造されたエンジンと類似していた。特に設計者のヒュッテルとスヴェテスクがフェノーメンの工場で一時的に雇用されていたため、特許紛争に発展した。
フェノモービルは1910年以降は、2つのファンで冷却される空冷4気筒サイドバルブ直列ガソリンエンジンが使用され、1927年まで生産は続いた。
1913年にグスタフ・ヒラーが亡くなると、妻のベルタの弟ヨーゼフ・フロイントが経営を引き継ぎ、1年後に組織を有限会社に変更した。

#### 四輪車事業への参入

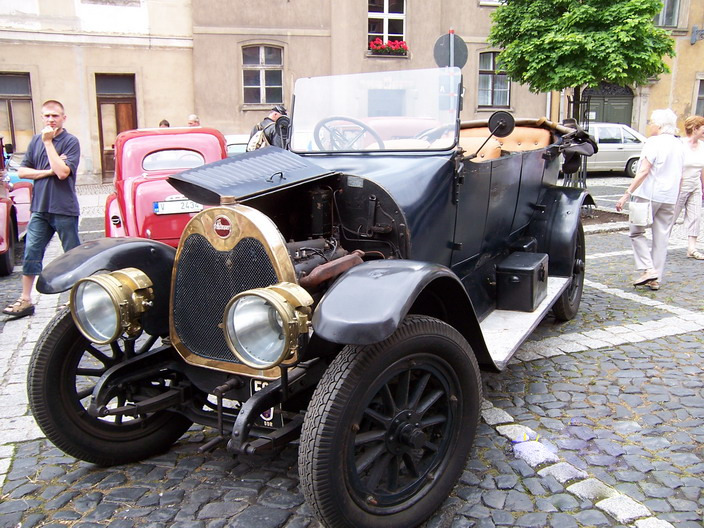
フェノーメン 10/30
（1916年製）

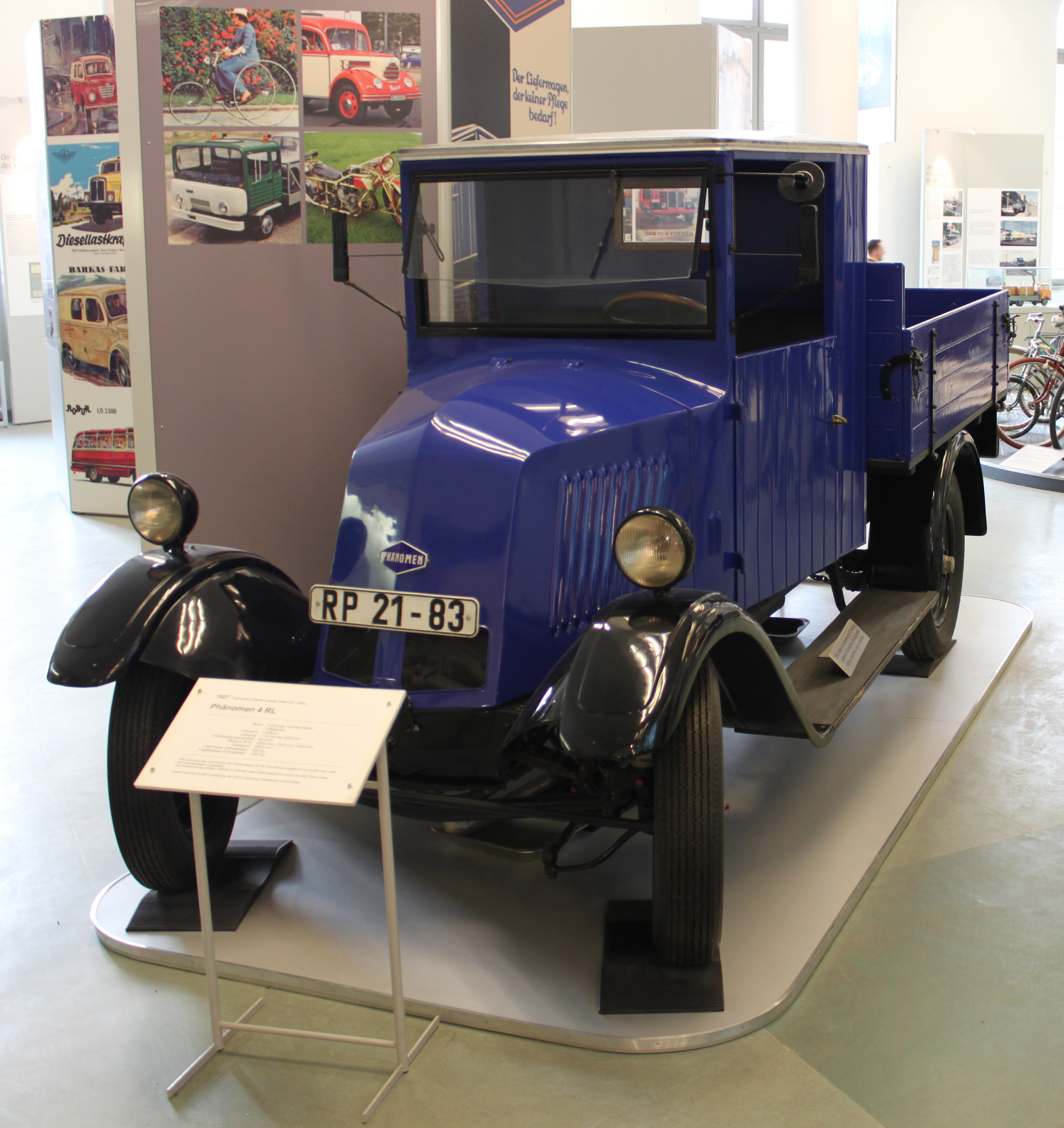
フェノーメン 4RL

1916年に株式会社に転換され、フェノーメン・ヴェルケ・グスタフ・ヒラー株式会社（Phänomen Werke Gustav Hiller AG）となった同社は、1912年から1927年にかけて水冷エンジンを積んだ四輪乗用車の分野に進出したが、これらは激しい競争に勝つことができなかった。1922年以降、これらの乗用車のボディは主にバウツェンのコーチビルダー、カロセッリエヴェルク・オーガスト・ノヴァク AG（Karosseriewerk Aug. Nowack AG）のボディ工場から購入していた。
1919年の春、ツィッタウのフェノーメン工場はほぼ全焼し、生産がほぼ完全に停止した。
1921年にグスタフ・ヒラーの息子ルドルフ・ヒラー（1894年2月7日-1972年5月12日）が会社に入社し、技術部長に就任した。彼は1921年から1923年にかけてツィッタウの工場の再建に尽力した。
1927年、安価で安全で効率的な車両を求めるライヒスポストの要請により、ペイロード0.75〜1トンのフェノーメン 4RLトラックが開発され、商用車の分野での販売を成功させた。オートバイがフェノモービルの基礎であった様に、フェノモービルの4気筒エンジンが4RLの基礎であった。高積載トラックの需要が高まる中、1931年にはフェノーメン・グラニット25（ペイロード1.5トン）、1936年にはフェノーメン・グラニット30（ペイロード2.5トン）が発売された。
1930年、ルドルフ・ヒラーの息子であるグスタフ・ヒラーの監督の下、ザックス製エンジンを内蔵した軽オートバイの生産を開始し、1945年までフェノーメンには14種類の軽オートバイのラインアップがあった。

#### ナチス政権下の困難と第二次世界大戦
1933年1月30日、国民社会主義者が政権を取ると、会社を取り巻く情勢は悪化した。
ナチスが推し進めたアーリア化は、1933年には早くも会社に影響を与えた。
創業者のグスタフ・ヒラーの妻ベルタは会社の取締役会副議長だったが、ユダヤ人だった。また、ベルタの弟のヨーゼフ・フロイント、監査役会の会長フェリックス・ポッパーもユダヤ人だったため、1933年5月5日に取締役会の一員としての職務を解任され、ベルリン支部の責任者であるヘルマン・ルッケが取締役会を引き継いだ。
ルドルフ・ヒラーは、「第1級混血」に分類された。1942年12月、軍需省からの介入で取締役会からの退任を迫られ、1943年から1945年まで、ルドルフ・ヒラーは監査役会の独立した技術者としてのみ活動した。

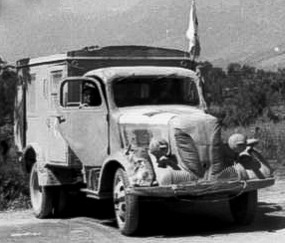
フェノーメン・グラニット1500

軍需生産ではドイツ国防軍が1939年に策定したシェル・プランの影響を受けてトラックは2トントラックのカテゴリーが廃止され、ペイロード1.5トンのフェノーメン・グラニット 1500の生産のみに縮小された。
コトブスにあった子会社のコトブス機械工場有限会社（Mechanische Werke Cottbus GmbH、略称:MWC）では1トン・軽ハーフトラックのライセンス生産が行われ、1938年から1944年までの間に約7,000台が生産された。

### 1945年以降

#### 西ドイツでの会社存続
第2次世界大戦後、ルドルフ・ヒラーは監査役会を辞任し、再び会社の取締役会長に就任した。
戦勝国による賠償の一環として、1946年に設備と機械がソビエト連邦に輸送され、工場は閉鎖されたが工場の建物と施設はザクセン州の受託者によって取り壊されるのを免れた。1946年4月30日に行われた、「戦争とナチスの犯罪者の事業を国民の所有に移す法律に関する国民投票」の結果、フェノーメンも1946年6月に没収され、公共の財産となった（1946年に国有、1948年に公有）。ルドルフ・ヒラーは1946年にツィッタウを去り、その後ハノーバーでハノマーグの技術部長を務めた。
会社は休眠会社として1949年にハンブルクに移転し、古い会社の形で存在し続けた。取締役会の会長はルドルフの弟であるクルト・ヒラーが務めた。
しかし、操業地域は完全にソビエト占領地域にとどまり、わずかな残存資産しか残っていなかったため、会社はハンブルクに自社生産設備は持たずに特許と商標のライセンス料が主な収益となった。
1965年ハンブルクの実業家ハンス・グリュマーが取締役会の唯一の代表となった。彼はまた1971年12月に清算人に任命された。同社は1973年に清算し、ハンブルクの商業登記簿から抹消された。

#### 東ドイツでの復興

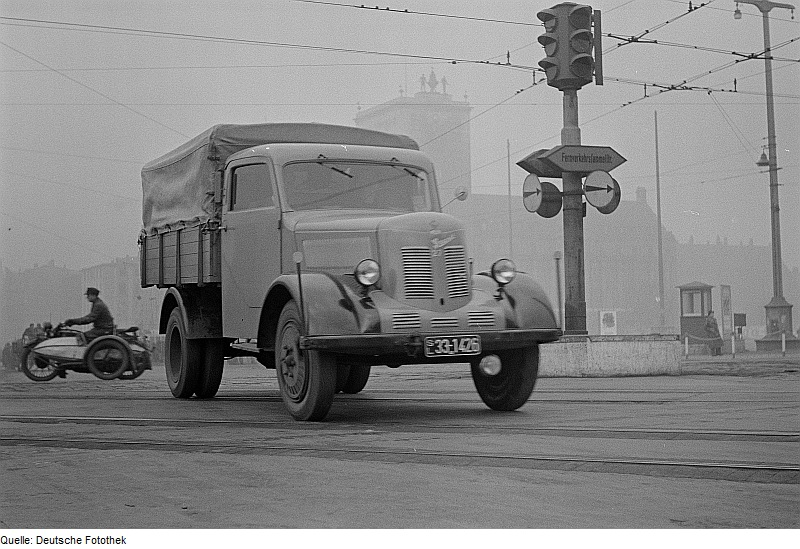
フェノーメン・グラニット 27

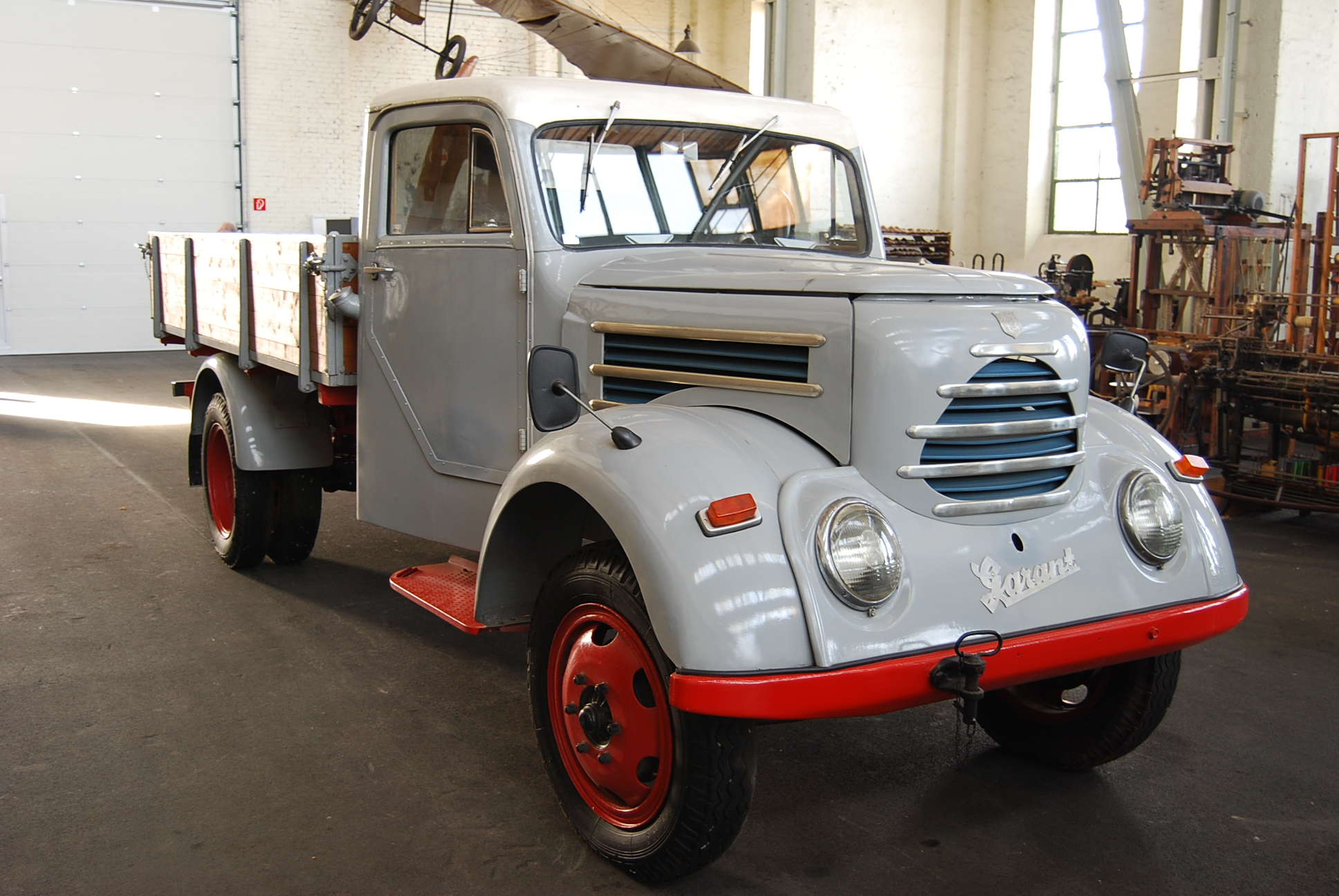
フェノーメン・グラニット 30K

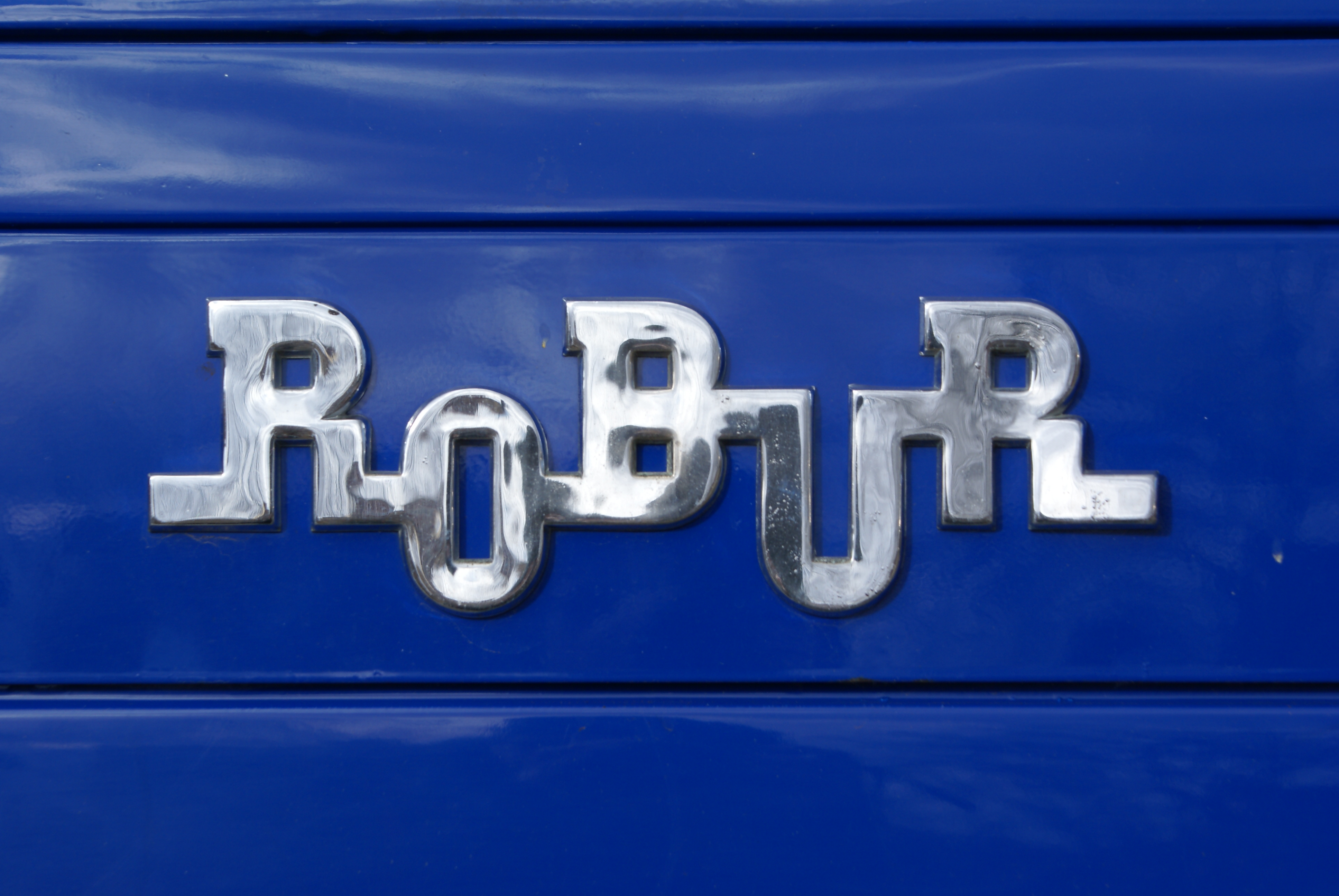
改名後のローブル・ヴェルケのロゴ

1946年6月から国有化のうえ分割され、下記の3つの組織に再編された。
- フェノーメン・ヴェルケ・ツィッタウ（Phänomen Werke Zittau）
- 第17産業行政機構（Industrieverwaltung 17）
- 国営ザクセン自動車製造（Fahrzeugbau Landeseigener Betrieb Sachsens）

1948年、公有車両事業協会（Industrieverband Fahrzeugbau、略称:IFA)に統合された。
1948年に定置式エンジンの製造が始まり、1949年には、戦争によって中断していた車両用空冷ディーゼルエンジンの開発作業が始まった。
1950年1月には、フェノーメン・グラニット1500モデルにほぼ対応する、フェノーメン・グラニット 27の量産が始まっり、1953年にはエンジンを改良したフェノーメン・グラニット 30Kに切り替わった。
ディーゼルエンジンの量産は1954年に始まり、フェノーメン・グラニット30Kの車体に載せたフェノーメン・グラニット32Kが生産された。
前の所有者（ヒラー家）による商標権侵害訴訟に敗訴し、1957年には国営企業ローブル・ヴェルケ・ツィッタウ（VEB Robur Werke Zittau）に改名された。その後、グラニット（Granit）という車両名も使用が禁止され、ガラント（Garant）に置き換えられた。
1966年には年間7,000台のトラックが生産され、そのうち4,500台が東側諸国へ輸出された。
1970年代に入ると、政府の車両製造への投資が滞り始め、ローブル・ヴェルケ・ツィッタウでもますます目立つようになった。年間生産台数は5,000-6,000台で横ばいで、1980年代には生産設備の老朽化により、製品の品質を維持することさえできなくなった。
1990年のドイツ再統一時点で工場は絶望的な状態にあり、東ドイツが行った中央計画経済の失敗の、特に不気味な例と見なされた。
生産は1991年に中止された。
1995年、ローブル・ヴェルケ・ツィッタウの継承会社、ローブル車両工学有限会社（Robur-Fahrzeug-Engineering GmbH）が設立された。
2012年、FZB有限会社ツィッタウ（FBZ GmbH Zittau）と合併し、ローブル車両工学ツィッタウ有限会社（Robur-Fahrzeug-Engineering-Zittau GmbH）となった。